# Crișul Alb
Crișul Alb (rumænsk), (ungarsk: Fehér-Körös) er en flod i det vestlige Rumænien, i den historiske region Transsylvanien og i det sydøstlige Ungarn (provinsen Békés).
Dens udspring er i de sydlige Apuseni-bjerge (rumænsk: Munții Apuseni). Den løber gennem byerne Brad, Ineu, Chișineu-Criș i Rumænien og Gyula i Ungarn. Ved at krydse grænsen til Ungarn slutter floden, nu kaldet Fehér-Körös, sig til Fekete-Körös (Crișul Negru) få kilometer nordpå fra Gyula for at danne floden Körös (Criș) som i sidste ende løber ud i Donau. I Rumænien er dens længde 234 km og dens afvandingsareal er 4.240 km².

## Byer og landsbyer
Følgende byer og landsbyer ligger langs floden Crișul Alb, fra kilden til udmundingen.
- I Rumænien: Brad, Baia de Criș, Hălmagiu, Gurahonț, Dieci, Sebiș, Bocsig, Ineu, Șicula, Chișineu-Criș.
- I Ungarn: Gyula, Doboz.